# Verónica Perrotta
Verónica Noel Perrotta González (Montevideo, 29 de enero de 1976) es una dramaturga, actriz de teatro y cine uruguaya. Fue ganadora del premio a Mejor actriz en el Festival de Cine de Gramado 2016.

## Biografía
Se formó como actriz en la Casa del Teatro dirigida por Luis Cerminara en 1993 y en la Escuela Alambique en 1996. En 2009 estudió dramaturgia en Buenos Aires con Rubén Szchumacher. Como actriz, ha integrado elencos de numerosas producciones cinematográficas, entre otras La Espera (2001), Cuarto de Hora (2003), El Nido (2003), Whisky (2003), Acné (2007) y Un Nuevo Árbol de Navidad (2007), entre otros. Es ganadora del premio a Mejor Actriz por su actuación en «Las toninas van al este», en 2016.

## Filmografía
Como actriz
- La espera (2002) - Silvia
- Whisky (2004) - empleada
- Acné (2008) - Angélica
- Flacas vacas (2012) - Teresa
- Las toninas van al este (2016) - Virginia
- Mi mundial (2017) - Marisa
- Planta permanente (2020) - Directora

Dirección
- Las toninas van al este (2016) (con Gonzalo Delgado)

## Premios
- 2004. Ganadora de los Fondos Concursables MEC en la categoría "Formación".
- 2004. Premio Anual de Literatura MEC, categoría Teatro Infantil inédito, por su obra Zero, el último gran espía.
- 2016. Mejor actriz por su protagónico en Las toninas van al este en el Festival de Cine de Gramado.